# 斎藤勇 (労働運動家)
斎藤 勇（さいとう いさむ、1903年10月27日 - 1987年8月31日）は、昭和時代の労働運動家。全国繊維産業労働組合同盟（全繊同盟）初代書記長。名字は斉藤、齋藤とも表記される。

## 経歴
長野県西筑摩郡日義村（現木曽郡木曽町）生まれ。1920年に旧制立教中学を4年で中退。名古屋の紡績会社の職工、郷里の小学校教員を経て、1927年兄健一のいる総同盟の神奈川県連合会書記。1934年総同盟関東同盟執行委員、1936年同神奈川県連主事。1946年日本労働組合総同盟（総同盟）、全国繊維産業労働組合同盟（全繊同盟）の結成に参加、全繊同盟主事。1950年全繊同盟書記長。1951年9月星加要、古賀専、滝田実らと民主労働運動研究会（民労研）を結成、同会幹事。同年12月民主社会主義連盟（民社連）評議員。1961年全繊同盟書記長を退任、のち同顧問、OB友の会会長。著書に『東風西風』（小川書店、1961年）。

## 関連文献
- 細川修『工女の道・野麦街道』（銀河書房、1982年）